# Austrotachardia acaciae
Austrotachardia acaciae är en insektsart som först beskrevs av William Miles Maskell 1892.  Austrotachardia acaciae ingår i släktet Austrotachardia och familjen Kerriidae. Inga underarter finns listade i Catalogue of Life.